# 小行星2997
小行星2997（2997 Cabrera）是一颗绕太阳运转的小行星，为主小行星带小行星。该小行星于1974年6月17日发现。
該小行星以阿根廷天文學家勞倫蒂諾·阿森西奧·卡夫雷拉（Laurentino Ascencio Cabrera）命名。

## 轨道参数
小行星2997的轨道半长轴为2.5562424 UA，离心率为0.197。